# فيليكا كوبانيا (زاكارباتسكا)
فيليكا كوبانيا (Велика Копаня) هي مدينة في مقاطعة زاكارباتسكا في أوكرانيا.
يبلغ عدد سكانها حوالي 3386   نسمة.